# Violeta López Díaz
Violeta López Díaz (Santiago de Chile, 21 de septiembre de 1933) fue una secretaria y militante chilena del MIR que fue detenida por agentes de la DINA el 29 de agosto de 1974. Su nombre forma parte de la Operación Colombo. Era viuda, madre de dos hijos, tenía 40 años a la fecha de la detención. Es una de las mujeres detenidas desaparecidas de la dictadura militar en Chile.  

## Una secretaria detenida por la DINA
Violeta del Carmen López Díaz, nació el 21 de septiembre de 1933, en Santiago. Hija de Rebeca Díaz Leiva y Julio López. Violeta, era viuda y tenía dos hijos. Se desempeñaba como secretaria de S.A.T.CH. Sociedad de Autores Teatrales de Chile, tenía un grupo de teatro llamado "Acuarium". Violeta López fue obrera de Cecinas Loewer y militante del MIR. Cuando se llevaron a Violeta, Rebeca, madre de la desaparecida, se desempeñó como jefa del hogar. No tenían más familia. Violeta era viuda.  
Para el golpe, 11 de septiembre de 1973, Violeta trabajaba como obrera en Cecinas Loewer. El 14 de septiembre a ella y a 11 personas más de la empresa los apartaron del grupo. Los militares les dijeron que quedaban suspendidos de sus funciones.  Así se formó el grupo de trabajadores segregados. Pocos días después, Violeta y sus 11 compañeros fueron expulsados de Cecinas Loewer. Ella continuó como mirista en la clandestinidad, siendo detenida y torturada en numerosas ocasiones, hasta ese 29 de agosto de 1974, cuando desapareció y nunca más se supo de ella. 150 compañeros de trabajo de Violeta se volvieron a unir hace dos años para hacer el Comité de Derechos Humanos de Industria Loewer. Los ex obreros piden justicia para sus amigos torturados y asesinados. La compañía de teatro Acuario, fue creada junto a compañeros de Loewer. El domicilio de Violeta había sido allanado varias veces por agentes de la DINA, todos sin orden de detención legal. El 29 de agosto de 1974 un grupo de civiles, quienes sin mostrar orden de arresto ni credenciales procedieron a detenerla. Fue llevada al recinto de la DINA de Cuatro Álamos desde donde desapareció.

## Proceso judicial en dictadura
Familiares de Violeta López interpusieron un recurso de amparo el 3 de septiembre de 1974 ante la Corte de Apelaciones de Santiago, Rol 1046-74. Este recurso fue rechazado, ordenando la Corte enviar los antecedentes  al Juzgado respectivo para "investigar la posible comisión de delitos con motivo del desaparecimiento de la amparada”.

## Operación Colombo
Meses después de la desaparición de Violeta López, su nombre fue incluido en la nómina que publicó el diario brasileño "O'DIA" y la revista argentina “VEA”, que reprodujeron medios nacionales el 25 de julio de 1974, dando cuenta de supuestos enfrentamientos y en los cuales habrían muerto 119 chilenos. Ambas publicaciones fueron un montaje, los nombres que componían esta lista, corresponden todos a personas que fueron detenidas por la dictadura y que continúan desaparecidas. Violeta López fue parte del listado de 119 chilenos que son parte del montaje comunicacional denominado Operación Colombo”.

## Informe Rettig
Familiares de Violeta López Díaz presentaron su caso ante la Comisión Rettig, Comisión de Verdad que tuvo la misión de calificar casos de detenidos desaparecidos y ejecutados durante la dictadura. Sobre el caso de Violeta, el Informe Rettig señaló que:

“El 29 de agosto de 1974 fue detenida en su domicilio de la comuna de San Miguel, por agentes de la DINA, Violeta del Carmen LOPEZ DIAZ, aparentemente vinculada al MIR. Junto con ella fue detenido un amigo de la familia que fue liberado a los pocos días.
La víctima fue llevada al recinto de Cuatro Álamos desde donde desapareció.
La Comisión está convencida de que su desaparición fue obra de agentes del Estado, quienes violaron así sus derechos humanos”.

## Proceso judicial en democracia
El caso de Violeta López Díaz está siendo investigado. Sin aún dictarse la sentencia de primera instancia por el magistrado que investiga el caso.